# Het verhaal van de derde derwisj
Het verhaal van de derde derwisj is een verhaal binnen het grotere kaderverhaal uit de verhalencyclus Duizend-en-een-nacht.

## Verhaal
Een koningszoon, Adjieb zoon van Khasieb, komt terecht in een storm op zee. Het schip drijft af naar de legendarisch Magneetberg. Daar vergaat het schip en verdrinkt de bemanning, behalve de koningszoon. De aantrekkingskracht van de berg schijnt te komen van een magisch koperen paard en berijder boven op de berg. De koningszoon weet beiden te vernietigen. Dan stijgt de zee en komt een koperen man in een bootje hem halen. Een waarschuwing in een droom in de wind slaand, noemt de koningszoon de Godsnaam in het bijzijn van de koperen man. Terstond slaat de boot om.
Na een tijdje spoelt de koningszoon aan op een strandje. Als hij in de verte een schip ziet aankomen, verstopt hij zich in een boom. Hij ziet dat er kostbaarheden, eten, voedsel en meubilair worden uitgeladen en naar een ondergrondse ruimte onder een luik onder het zand worden gebracht. Uiteindelijk brengt een oude sjeik ("Een oude sjeik, van wie bijna niets meer over was. Het leven had hem geteisterd en bijna niets van hem overgelaten. Hij was een zielig hompje in een blauw vod waar de oostenwind en westenwind vrij doorheen bliezen.") zijn zoon ook naar beneden, keert alleen terug en vaart weg.
Als de koningszoon in de tombe afdaalt, hoort hij het vreemde verhaal van de jongeling. Het is de eniggeboren zoon van de oude sjeik. En bij zijn geboorte werd zijn vader voorspeld dat zijn zoon zou sterven als iemand het paard van de Magneetberg zou vernietigen, en wel door dezelfde hand. Adjieb wil hem natuurlijk helemaal geen kwaad doen, maar na veertig dagen slaat het noodlot toch toe: de jongeling wordt door een vallend scheermes gedood. Als de oude sjeik terugkomt om zijn zoon te halen, verstopt Adjieb zich weer in de boom. Bij het zien van zijn dode zoon, sterft ook de oude sjeik. En zijn boot vaart met zijn dienaren weer weg.
De 40 vrouwen
Na een maand merkt Adjieb dat de zeebedding op een bepaalde plek droogvalt. Hij waadt naar de overkant en komt in een rood koperen paleis. Daar ontmoet hij tien mooie jongemannen vergezeld van een oude man. Elk miste zijn rechteroog. Als Adjieb vraagt naar de reden, wordt hem gevraagd te zwijgen. Elke avond besmeuren de jongemannen zich met as en jammeren en klagen tot de dageraad. "Huilend en jammerend besmeurden ze hun kleren, sloegen zich op hun gezicht en borst en herhaalden steeds: 'We zouden alles hebben wat we begeren, als we niet zo nieuwsgierig waren geweest.'" Adjieb weet hen toch te overtuigen hun verhaal te vertellen. Hij laat zich - op hun aanwijzingen - in een dierenhuid naaien en door de legendarische vogel Roekh naar een berg gebracht. Daar vindt hij een paleis met 40 vrouwen. Deze vrouwen doen alles wat zijn hartje begeert. "Achterin de zaal zag ik veertig jonge vrouwen, zo mooi als de volle maan. Een mens zou nooit genoeg kunnen krijgen van hun aanblik. Ze waren in fraaie gewaden gekleed en droegen juwelen en sieraden. Toen ze me zagen, zeiden ze als uit één mond: 'Welkom, welkom, sidi. Welkom, meester, wij wachten al maanden op de komst van iemand als u. God zij gedankt die iemand naar ons toe heeft geleid, die ons waardig is en die wij waardig zijn. (...) U bent vandaag onze heer en meester, en wij zijn uw slavinnen, die u gehoorzamen in alles wat u beveelt."
Als met het nieuwe jaar de veertig dames aankondigen dat zij voor evenveel dagen moeten vertrekken, zijn ze zeer bedroefd. Ze zijn namelijk bang dat Adjieb zijn nieuwsgierigheid niet kan bedwingen. Hij krijgt alle sleutels voor de honderd vertrekken in het paleis. Hij mag in alle kamers kijken, behalve eentje. Natuurlijk kijkt hij uiteindelijk wel. Hij treft er een zwart paard aan. Als hij die probeert te berijden, vliegt hij met berijder en al weg. Na een uur vliegen brengt het paard hem naar het paleis van de tien eenogige jongemannen, gooit zijn berijder eraf en slaat hem een oog uit. Aangezien ook zij Adjieb niet meer willen ontvangen, slaat hij aan het zwerven als een eenzame derwisj.

## Plaatsing binnen de verhalencyclus
Het verhaal van de derde derwisj is het derde subverhaal dat verteld wordt binnen Het verhaal van de sjouwer en de drie vrouwen, dat op zijn beurt binnen het grotere kaderverhaal (Het verhaal van Sjahriaar en zijn broer) uit de verhalencyclus Duizend-en-een-nacht wordt verteld. De derwisjen proberen hun leven en dat van de sjouwer, de sultan en zijn vizier te redden door hun verhalen te vertellen.
Vorig verhaal (op dit verhaalniveau): Het verhaal van de tweede derwisj.
Volgend verhaal (op dit verhaalniveau): Het verhaal van de eerste dame.
Zie ook: De verhalenstructuur van Duizend-en-een-nacht.

## Referentie
De voor deze samenvatting gebruikte vertaling en citaten is die van Richard van Leeuwen op basis van de Mahdi-tekst, en houdt de volgorde van de Boelaak-tekst aan.